# Rudolf Ziegler
Rudolf Ziegler (* 27. November 1957 in Sonthofen) ist ein ehemaliger deutscher Steuermann im Rudern.

## Sportliche Laufbahn
Rudolf Ziegler, der für den Würzburger Ruderverein Bayern ruderte, konnte zwischen 1980 und 1986 insgesamt sechs Deutsche Meistertitel in den Klassen Zweier mit Steuermann, Achter und Leichtgewichts-Achter gewinnen. Bei den Olympischen Sommerspielen 1984 in Los Angeles belegte er zusammen mit Dieter Göpfert und Hermann Greß den sechsten Platz in der Regatta mit dem Zweier mit Steuermann.